# Pachnoda congoensis
Pachnoda congoensis är en skalbaggsart som beskrevs av Moser 1914. Pachnoda congoensis ingår i släktet Pachnoda och familjen Cetoniidae. Inga underarter finns listade i Catalogue of Life.